# Grandson (gemeente)
Grandson is plaats in Zwitserland. Het ligt aan het meer van Neuchâtel, dicht bij Yverdon-les-Bains.

## Geboren
- Henri Simon (1868-1932), politicus

## Overleden
- Emmanuel-David Bourgeois (1803-1865), politicus